# آنتون زریق
آنتون زُرَیق (به عربی: أنطون زُرَیق) (آنتون بن آنستاس بن اسحاق زریق) ادیب و روزنامه‌نگار لبنانی بود. در مدرسه‌های طرابلس، لبنان آموزش یافت و نیم‌هفته‌نامهٔ جراب الکردی را نشر داد، سپس آن را در قالب روزنامه و با عنوان الإرتقاء بازنشر داد. در دمشق، در ۱۲ سپتامبر ۱۹۱۵ تیرباران شد. رمان الزواج السری (ازداوج پنهانی) اثر داستانی اوست.